# Lassie (televisieserie)

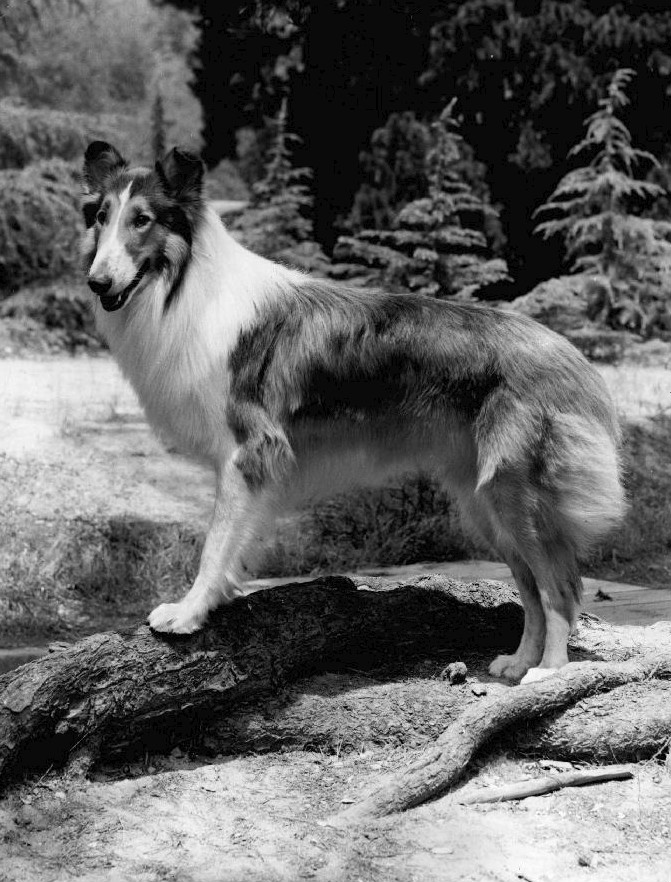
Lassie in 1968

Lassie (Schots-Engels of Iers-Engels voor meisje) is de naam van de populaire televisieserie met in de hoofdrol de gelijknamige Schotse collie. De serie kwam oorspronkelijk uit de Verenigde Staten, waar men op 12 september 1954 met de eerste televisie-uitzending begon. Men baseerde de serie op het jeugdboek Lassie Come Home van de schrijver Eric Knight. Er zijn ook diverse films over de collie gemaakt.
De televisieserie werd in Nederland van 6 oktober 1962 tot 9 maart 1980 uitgezonden door de NCRV.

## Productie
De serie was in feite een voortzetting van de zeven speelfilms die MGM over de gelijknamige Schotse herdershond had gemaakt. Nadat MGM had aangekondigd geen nieuwe films rond Lassie meer te zullen maken, kreeg de trainer van de hond die Lassie had gespeeld, Rudd Weatherwax, de rechten op de naam ‘Lassie’. Weatherwax ging in zee met producent Robert Maxwell, die een televisieserie rond de hond wilde maken gebaseerd op het concept: ‘de jongen en zijn hond’.
Maxwell en Weatherwax schreven een scenario dat was volgestopt met de traditionele Amerikaanse waarden. Ze bedachten een oorlogsweduwe die in haar eentje haar elfjarige zoon moet opvoeden en samen met haar schoonvader probeert om te overleven op een boerderij. CBS zag wel iets in het scenario en na twee succesvolle pilots ging Lassie op 12 september 1954 in productie. In 2009 nam Studio 100 deze serie over.

## Verhaal
In de eerste drie seizoenen (1954-1957) is Lassie gekoppeld aan zijn baasje Jeff Miller (gespeeld door Tommy Rettig). Als de grootvader van Jeff sterft, verhuizen Jeff en zijn moeder. Lassie wordt in het vierde seizoen liefderijk opgenomen door een nieuw baasje, de zevenjarige Timmy Martin. Timmy en Lassie beleven tussen 1957 en 1964 allerlei avonturen. De reden dat Jeff en zijn familie het veld moesten ruimen was een samenloop van omstandigheden. Tommy Rettig die Jeff speelde werd te oud voor de rol. Jan Clayton die zijn moeder speelde wilde uit de serie stappen om terug te keren naar het theater. Toen de producers bezig waren het scenario aan te passen overleed George Cleveland, die de grootvader van Jeff speelde. Men gooide de show om en Lassie kreeg geheel nieuwe baasjes, Timmy en zijn adoptieouders. De meeste verhalen met Jeff en Timmy zijn gebaseerd op hetzelfde stramien. Er gebeurt iets met een van de hoofdrolspelers of gastacteurs en Lassie probeert hem of haar te redden of hulp te zoeken. Aangezien het dier enkel blaft geeft het ‘hulp halen’ nog de nodige problemen. Mensen raken ondergesneeuwd, zitten vast in brandende huizen, zijn verdwaald en/of gewond geraakt of verkeren in een andere vorm van acuut levensgevaar.
In het elfde seizoen emigreert Timmy met zijn ouders naar Australië. Lassie wordt opgenomen door de buurman, die echter al snel overlijdt aan een hartaanval. De collie verlaat nu zijn vertrouwde omgeving en wordt de metgezel van een aantal rangers in de Amerikaanse bossen in het noordwesten van de VS. De nieuwe omgeving heeft invloed op de serie, de avonturen worden wat gevarieerder. Begin jaren zeventig krijgt Lassie puppy's (in werkelijkheid werd de rol van Lassie alleen maar door reuen vertolkt). In 1971 krijgt Lassie uiteindelijk weer meer rust, als ze gezelschapsdier wordt in een weeshuis gevestigd in een boerderij. In maart 1973 werd de laatste aflevering uitgezonden.

## Het ras
Lassie is, zoals genoemd, een collie oftewel Schotse herdershond. En wel van de kleur sable-wit. Ze is langharig en heeft dus een lange, zijdeachtige vacht met een dikke ondervacht.

## Honden
In de twee pilotafleveringen werd Lassie gespeeld door Pal, de collie die ook in de zeven MGM-films de hoofdrol had gespeeld. In de televisieserie werd Lassie gespeeld door vijf verschillende honden, allemaal reuen en nakomelingen van Pal. Zo speelde de zoon van Pal, Lassie junior, de rol tot 1959. Spook, de zoon van Lassie junior, werd door Rudd Weatherwax getraind en als opvolger naar voren geschoven. Spook werd op de set bijna geraakt door een vallende studiolamp en was daarna angstig geworden. Weatherwax wist met veel liefde en training de hond nog tot de herfst van 1960 te gebruiken, waarna Baby, ook een zoon van Lassie junior en de broer van Spook, de rol overnam. Baby was erg populair en speelde Lassie tot en met 1965. Na zijn overlijden nam Mir de rol over tot en met 1970 en Hey Hey speelde de rol in de laatste twee seizoenen.
Op de set werd Lassie begeleid door twee trainers, terwijl er nog drie collies aanwezig waren voor diverse doeleinden. Zo was er een ‘stand-in Lassie’ voor de repetities, een ‘stunt-Lassie’ voor de meer gevaarlijke stunts en een ‘vecht-Lassie’ voor de gevechten met andere dieren. Tegenwoordig is er ook een tekenfilmserie van Lassie.

## Films
- Lassie Come Home (1943)
- Son of Lassie (1945)
- Courage of Lassie (1946)
- Hills of home (1948)
- The sun comes up (1949)
- Challenge to Lassie (1950)
- The painted hills (1951)
- Lassie's great adventure (1963)
- The Magic of Lassie (1978)
- Lassie (1994)
- Lassie (2005)
- Lassie (2020)
- Lassie: Een nieuw avontuur (2024)